# Parafia Świętych Apostołów Piotra i Pawła w Szczecinie (polskokatolicka)
Parafia Świętych Apostołów Piotra i Pawła w Szczecinie – parafia Kościoła Polskokatolickiego w RP, położona w dekanacie pomorsko-wielkopolskim diecezji wrocławskiej.
Parafia powstała w 1946. Świątynią parafialną jest gotycki kościół św. Piotra i św. Pawła z XIII w.